# Newsteadia susannae
Newsteadia susannae är en insektsart som beskrevs av Ferenc Kozár och Imré Foldi 2001. Newsteadia susannae ingår i släktet Newsteadia och familjen vaxsköldlöss. Inga underarter finns listade i Catalogue of Life.